# 波夫拉杜拉德瓦尔德拉杜埃
波夫拉杜拉德瓦尔德拉杜埃，是西班牙卡斯蒂利亚-莱昂萨莫拉省的一个市镇。 总面积13平方公里，总人口70人（2001年），人口密度5人/平方公里。